# Генеральная карта Украины
Генеральная карта Украины Гийома де Боплана, Карта Боплана, полное название «Генеральный План Пустынных Полей, проще говоря, Украина. С прилегающими провинциями» (лат. Delineatio Generalis Camporum Desertorum vulgo Ukraina. Cum adjacentibus Provinciis) — историческая карта Украины, созданная в 1639 году Гийомом Левассером де Бопланом, военным инженером и картографом на польской службе.
Масштаб карты 1:1500000. Карта имеет южную ориентацию, то есть северное направление внизу. На карте отображены 275 населённых пунктов и 80 рек.

## История создания карты
Известный картограф XVII века Боплан создал первый вариант генеральной карты Украины в 1639 году. Эта рукописная карта «Tabula Geographica Ukrainska» (Украинская географическая карта, 44,5×62,5 см, масштабом 1:1500000) содержится в рукописном атласе Фридриха Гетканта, и на ней изображены 993 населённых пунктов, 153 реки, 4 острова, 13 порогов, 4 леса, 2 моря. Сейчас эта карта хранится в Войсковом архиве в Стокгольме.
Топографией Боплан начал заниматься с 1635 года — в этом году им был составлен план Кодакской крепости. Во время экспедиции Станислава Конецпольского по Днепру в 1639 году Боплан собирал материал для карты Украины и карты Днепра.
Боплан уезжал, увозя с собой рукописные карты этой местности, привилегии на публикацию которых он получил 8 апреля 1645 года.
Работа над картами была продолжена Бопланом позднее. За гравировку карт взялся известный гравёр и картограф Вильгельм Гондиус из Данцига, с которым Боплан договорился на обратном пути домой в конце марта 1647 года. Эта карта без изображения Крымского полуострова была издана в 1648 году. В этом же году Боплан вновь покинул Францию и поехал в Вест-Индию, причём ни в одном источнике не разъясняется, что он там делал в течение двух лет.

## Издания
Первое издание Генеральной карты Украины «Delineatio Generalis Camporum Desertorum vulgo Ukraina. Cum adjacentibus Provinciis» («Общее описание пустынных земель, обычно называемых Украина, с прилегающими провинциями», южная ориентация, 42×54,5 см, масштаб 1:1800000) было выполнено Гондиусом и напечатано в Данциге в 1648 году. На карте отображены 1293 объекта, в том числе 993 населённых пункта и 153 реки.
Известны несколько вариантов генеральной карты. Так, издание 1660 года «Carte d’Ukranie Contenant plusiers Prouinces comprises entre les Confins de Moscouie et les Limites de Transiluanie» («Описание Украины, которая является некоторыми провинциями Королевства Польши, простирающейся от пределов Московии, вплоть до границ Трансильвании»), гравированное Ж. Тутеном в Руане как дополнение ко второму изданию «Описания Украины», включает изображение Крымского полуострова. Исследователи выделяют 5 вариантов генеральной карты Украины 1648 года и 6 вариантов карты 1660 года.

## Легенда и шкала
Легенда карты выполнена в правом верхнем углу, на картуше, который держат два херувима. Легенда озаглавлена «Объявление знаков и символов» (лат. Signorum vel Caracterum declaratio)
Используются следующие условные обозначения:

| - Древний христианский город (лат. Urbs Antiqua Christiana) - Мусульманский город (лат. Oppidum Turca) - Город (лат. Oppidum) - Слобода (новая колония) (лат. Sloboda Nova Colona) - Село (лат. Pagus) - Река (лат. Flumen) - Долина (лат. Vallis) - Горы (лат. Mons) - Курган, где погребены тела мёртвых (лат. Tumulus in quo condita sunt cadavera mortuorum) | - Остров (лат. Insula) - Руины (лат. Ruins) - Заболоченное место (лат. Loca Paludosa) - Родники (лат. Fons) - Мельница (лат. Molendinum) - Переправа (лат. Transitus) - Татарские земли (лат. Pagi Tartarorum Hamaxabiorum) - Направление течения реки (лат. Signum quo Flumen decurrit) - Дубовые рощи (лат. Quercetum) |

На карте имеется масштабная шкала с измерениями в шести видах:
- украинских милях (лат. Milliaria Ocrenica)
- польских милях (лат. Milliaria Polonica)
- германских милях (лат. Milliaria Germanica)
- галльских (французских) льё (лат. Milliaria Gallica)
- итальянских милях (лат. Milliaria Italica)
- московских милях (лат. Leuca Moscovitica)

## Географические названия на карте

### Государства
- Буджак — Budziak
- Валахия — Walachia
- Великое княжество Литовское — Magnus Ducatus Lituaniae
- Великое княжество Московское — Magnus Ducatus Moscoviae
- Молдавия — Moldavia
- Крымское ханство — Crimea
- Черкесия — Circassia
- Территории Османской империи:
  - Ор (Перекоп) — Or
  - Болгария — Bulgaria
- Территории Речи Посполитой:
  - Брацлавское воеводство — Palatinatus Braclaviensis
  - Волынское воеводство — Volynia
  - Киевское воеводство — Palatinatus Kiioviensis
  - Подольское воеводство — Podolia
  - Русское воеводство — Russia
  - Северское княжество — Ducatus Severia
  - Черниговское воеводство — Terra Czernichoviensis

### Крепости
- Кодак — Kudak

### Города (Oppidum)
- Лукомье — Lukomla

### Слободы (Sloboda)
- Масловка — Maslaustaw

### Реки
- Днестр — Niestre, Turla

### Моря
- Азовское море, Меотида — Limen vulgo Maeotis Palus
- Чёрное море, Понт Эвксинский — пол.  Czarne Morze лат. vulgo Pontus Euxinus

### Прочие
- Азия — Asia
- Дикое Поле — пол.  Dzike Polie
- Покутье — Pocouche